# 1802 en musique
| \| • Retour à la chronologie générale de la musique populaire • \| |
| XXIe siècle • XXe siècle • XIXe siècle • XVIIIe siècle XVIIe siècle • XVIe siècle • XVe siècle • XIVe siècle XIIIe siècle • XIIe siècle • XIe siècle • Xe siècle IXe siècle • VIIIe siècle • Haut Moyen Âge • Rome • Grèce |
| • Retour à la chronologie générale de la musique populaire • |

| • Retour à la chronologie générale de la musique populaire • |

| Années de la musique populaire : 1799 - 1800 - 1801 - 1802 - 1803 - 1804 - 1805    |
| Décennies de la musique populaire : 1770 - 1780 - 1790 - 1800 - 1810 - 1820 - 1830 |

## Événements
- Écriture de la chanson Tableau de Paris à cinq heures du matin par Marc-Antoine-Madeleine Désaugiers.
- Première mention de la chanson galloise Llwyn Onn dans le recueil d'Edward Jones The Bardic Museum consacré aux textes et airs traditionnels des bardes et druides gallois.
- Isaac Piguet introduit dans des bagues et des montres les minuscules mouvements à musique mis au point par l'horloger genevois Antoine Favre en 1796.
- Création de la fanfare de la garde municipale de Paris.

## Naissances
- 17 janvier : Jean-Baptiste Dalès, goguettier, poète et chansonnier français, mort en 1857.

- Date précise inconnue :
  - Marion Dix Sullivan, compositrice américaine, auteure de chansons, morte en 1860.